# عمر بكري محمد
الشيخ عمر بكري محمد فستق، داعية إسلامي سلفي سوري - بريطاني من مواليد مدينة حلب السورية عام 1958م. شخصية دينية مثيرة للجدل الديني والسياسي أيضا. كما أنه مثير للجدل أيضا حتى في أصوله ما بين كونه سوريا أو لبنانيا وأثيرت حوله الكثير من الشائعات التي لا يعرف مدى صحتها.

## أصوله
يقال بأنه ترك سوريا عام 1977م بعد أن حصل على دبلوم في الشريعة الإسلامية من كلية الشريعة بدمشق وتوجه إلى لبنان، حيث أن والده حصل على الجنسية اللبنانية بقرار جمهوري في وقت سابق عام 1967م. ينفي عمر بكري هذا الأمر جملة وتفصيلا ويؤكد أنه لبناني بالولادة ولم يأتي من سوريا أصلا.[بحاجة لمصدر]

## تنقلاته الحركية
بعد عودته من لندن للبنان في أغسطس 2005م اثر الاشتباه بعلاقته بتفجيرات لندن في يوليو 2005م، قدم نفسه على أساس أنه (خبير في الجماعات الإسلامية) وقبلها نشأ في جماعة عباد الرحمن الإسلامية ثم انتمى إلى حزب التحرير إلى جماعة (المهاجرون) ثم إلى جماعة (الغرباء) إلى جماعة المحاكم الشرعية في أوروبا. ينفي هو شخصيا أنه عاد إلى لبنان لبناء جماعة دينية جديدة.
يذكر أنه سافر إلى السعودية بداية الثمانينات من القرن الماضي واعتقل هناك في مدينة جدة عام 1984م وفي الرياض عام 1985م حيث ذكر أنه أسس تنظيما يسمى (المهاجرون) عام 1983م.
انشق عام 1996م عن تنظيم حزب التحرير الإسلامي ولكنه بقي أميرا على تنظيم المهاجرين.
له آراء متشددة حول المحكمة الدولية وحزب الله اللبناني وزعيمه حسن نصر الله والشيعة بشكل عام ولكنها تغيرت مع مرور الوقت وأثارت هذه التغيرات موجة من الجدل خاصة في الأوساط الدينية خاصة السلفية في لبنان.[بحاجة لمصدر]

## تصريحاته بشأن مقتل الحريري
علاقة عمر بكري بحزب تيار المستقبل الذي يتزعمه سعد الحريري علاقة يمكن وصفها بأنها شائكة. حيث يتهمهم الشيخ بكري بأنهم هم أول من أطلق حولها الشائعات خاصة فيما يخص ابنته ياسمين
كما اتهمهم بأنهم هم السبب وراء ملاحقته أمنيا وتسببوا في توقيفه وسجنه والتحقيق معه عدة مرات
بعد مقتل رفيق الحريري، صرح عمر بكري لإذاعة بي بي سي بأن مقتل الحريري فيه مصلحة للدعوة الإسلامية كون الحريري كان يحكم بغير ما أنزل الله.[بحاجة لمصدر]

## هجمات الحادي عشر من سبتمبر
لاقت تصريحاته بشأن هجمات 11 سبتمبر التي أدلى بها في لندن عام 2004م موجة احتجاج في أوساط البريطانيين حيث قال كلاما يشجع على توجيه ضربات من ضربات الحادي عشر من سبتمبر الواحدة تلو الأخرى.
كان من ضمن الكثير من علماء الدين الذين نعوا أسامة بن لادن بعد مقتله.[بحاجة لمصدر]